# Citroën E-Méhari
Citroën E-Méhari — компактний електромобіль з пластиковим кузовом типу кабріолет марки Citroën, що представлений весною 2016 року. 

## Опис

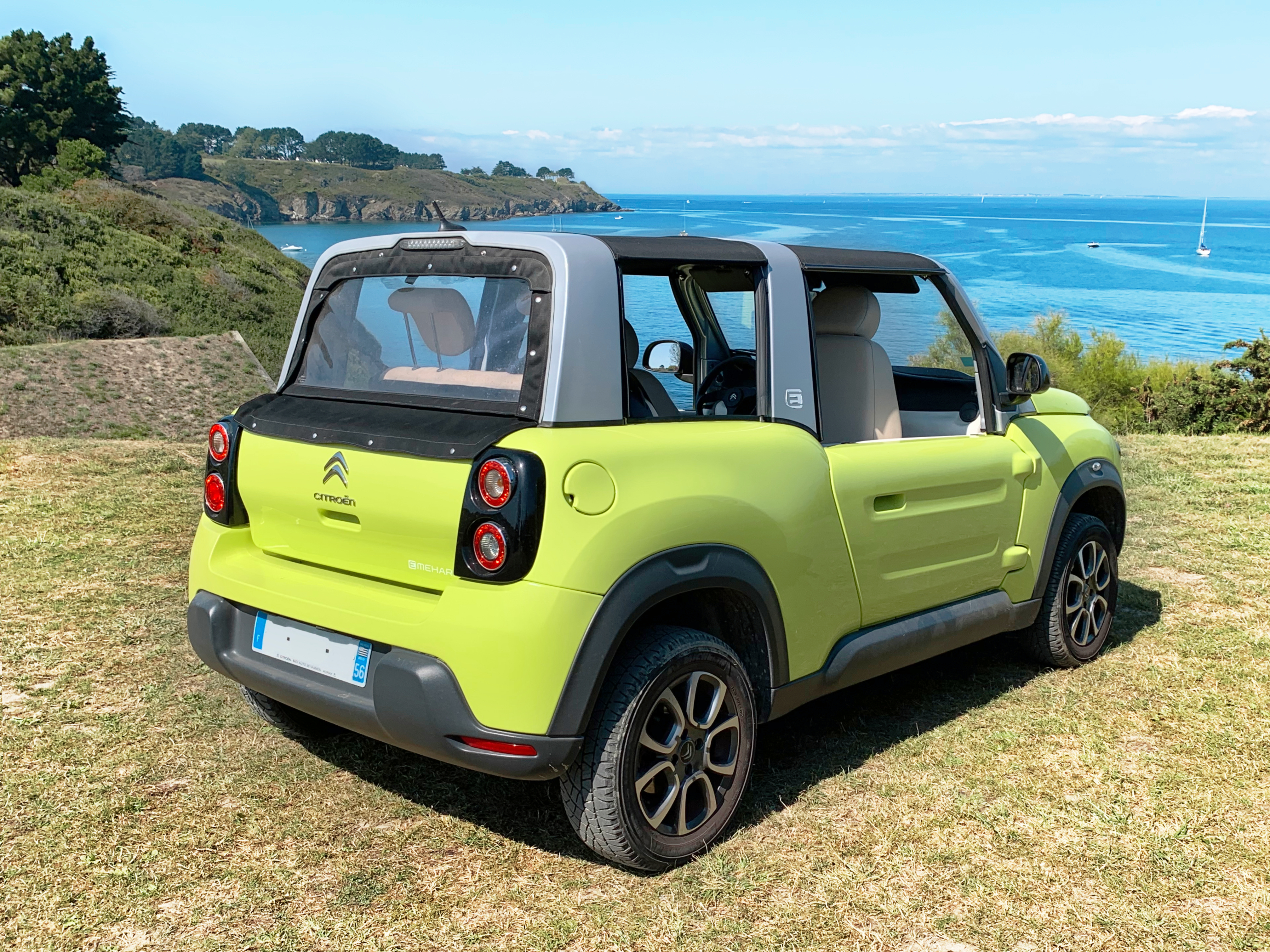

Автомобіль розроблений концерном PSA спільно з холдингом Bolloré Group. Зовні він майже повністю повторює концепт-кар Citroën Cactus M, а начинкою — модель Bolloré Bluesummer. Двигун розвиває 50 кВт (68 к.с.), живиться від літій-металполімерної батареї місткістю 30 кВт·год і дозволяє розігнатися до 110 км/год (обмежено електронікою).
Пробіг без підзарядки — 200 км в міському циклі. Від побутової розетки на 16 ампер (220—240 вольт) батарея E-Mehari повністю заряджається за вісім годин. Стільки ж доведеться простояти в громадському терміналі. Зауважимо, що у Франції діє розвинена мережа «заправок» і прокату електрокарів Autolib, створена Bolloré Group.
За 2016 і 2017 роки компанія реалізувала в Європі близько 900 екземплярів E-Mehari.

## Див. також

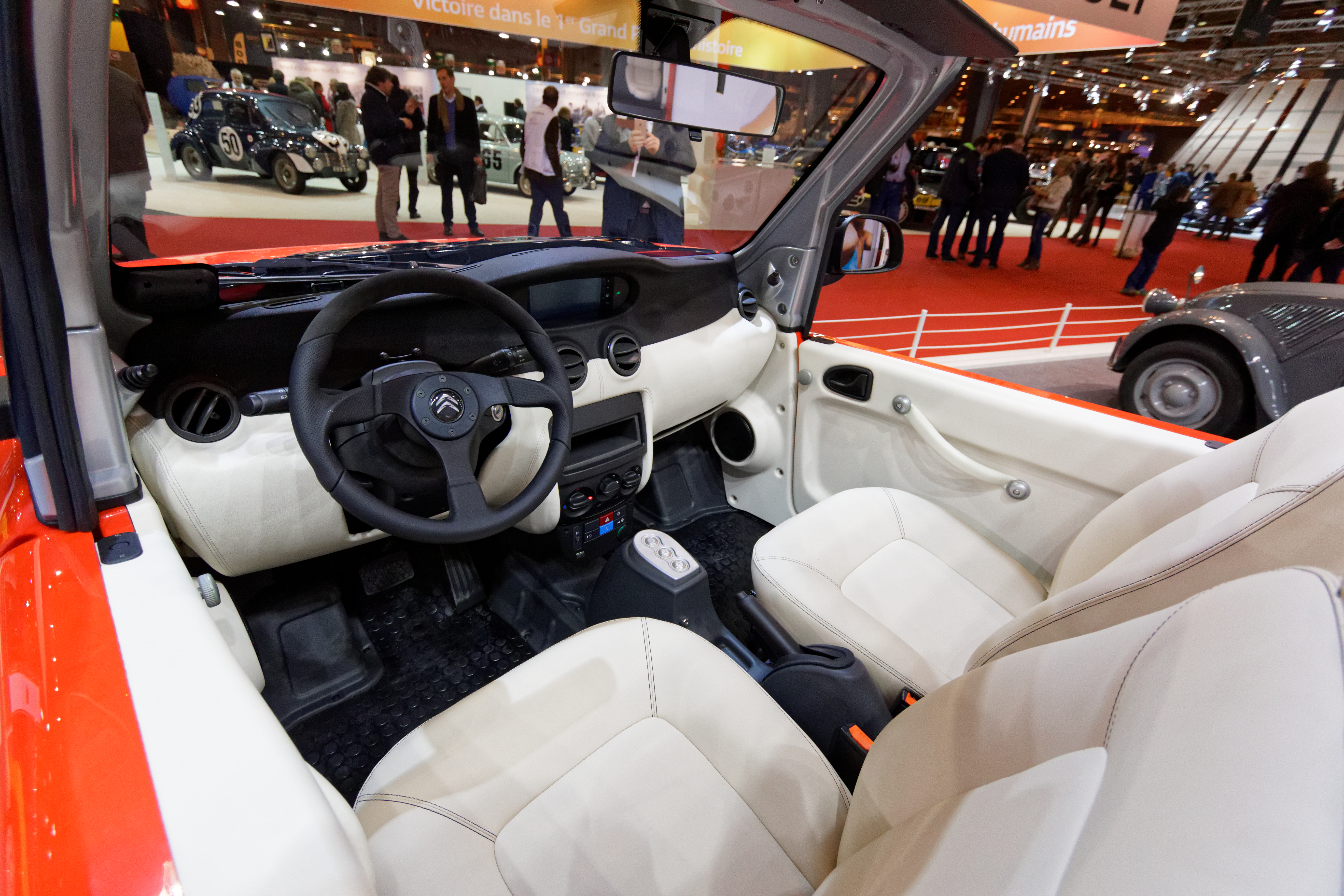